# Сундал, Кристоффер Эриксен
Кристоффер Эриксен Сундал (норв. Kristoffer Eriksen Sundal; род. 7 февраля 2001) — норвежский прыгун с трамплина, победитель и призёр этапов Кубка мира, двукратный призёр чемпионатов мира.

## Спортивная карьера
5 ноября 2022 года он дебютировал на этапе Кубка мира в Висле, занял 18-е место и сразу же набрал очки в общий зачёт.
В 2023 году на своём первом чемпионате мира в словенской Планице в командном соревновании стал обладателем серебряной медали. 
3 февраля 2024 года Сундал впервые в карьере поднялся на подиум на этапах Кубка мира, заняв третье место на трамплине в Виллингене.
На турне четырёх трамплинов 2024/2025 годов в итоговом зачёте стал 12-м.
На чемпионате мира 2025 года в Тронхейме в командном соревновании в составе Норвегии завоевал бронзовую медаль.